# Énoe (Argólida)
Énoe (en griego, Οἰνόη) fue una antigua ciudad griega perteneciente a Argólida, en el Peloponeso.  
La tradición decía que el nombre de este lugar derivaba del mítico rey Eneo de Etolia que, tras ser asesinado, fue enterrado en este lugar por Diomedes.
Otro evento mítico relacionado con esta ciudad es que se la consideraba como el lugar donde se hallaba la cierva cerinitia, que fue capturada por Heracles en uno de sus doce trabajos, tras un año de persecución.
Pausanias la ubica en el camino entre Argos y Mantinea, cerca de un torrente llamado Cáradro y al pie del monte Artemisio. Este autor cita una batalla que hubo en este lugar entre los atenienses y sus aliados frente a los lacedemonios en la que vencieron los primeros. Se desconocen otros detalles de esta batalla, que no citan otros autores, pero los historiadores la sitúan en torno al año 456 a. C., en el curso de la primera guerra del Peloponeso.